# La Descente de croix (Benson)
Pour les articles homonymes, voir La Descente de croix.
La Descente de croix est un tableau d'Ambrosius Benson réalisé en 1528. Il représente la descente de croix du Christ tenu par Joseph d'Arimathie sur l'échelle et trois autres protagonistes : saint Jean, la Vierge et Nicodème. Le tableau est librement inspiré de son ancien maître, Gérard David, qui a peint un tableau original et qui a connu un grand succès chez les peintres et dans les ateliers brugeois du XVIe siècle.
Il est actuellement conservé et exposé dans la collection permanente du Grand Curtius, à Liège en Belgique.

## Historique
Ambrosius Benson, d'origine lombarde, débarque à Bruges en 1518, date de son arrivée d'après les comptes de la ville pour les années 1518-1519. Il commence directement à travailler comme cnaap (compagnon) dans l'atelier de Gérard David. Mais ce dernier se querelle avec Benson au sujet de deux malles (David aurait également purgé une peine de prison à la suite de ce conflit) ; soit dix ans avant que Benson ne s'inspire de son ancien maître pour son panneau.
Mais la collaboration entre les deux peintres n'était pas exclusive puisque l'atelier de David échangeait différents patrons et croquis avec d'autres ateliers et peintres (Isenbrant et Albrecht Cornelis, entre autres).
Ce sont Max Jakob Friedländer puis Georges Marlier qui attribuèrent en premier le panneau à Benson.

## Description
Sept autres panneaux de Benson, conservés au Prado, s'apparentent au style du panneau, notamment en ce qui concerne le dessin des visages mais aussi les zones d'ombres des visages, hachurés. Les habits sont les parties du panneau qui ont été les plus travaillées, avec des contours dessinés deux à trois fois. Benson a eu recours ici à un médium sec et, probablement, à de la pierre noire ; découvert par un examen en réflectographie infrarouge qui a concerné également d'autres de ses œuvres (le retable de Ségovie, la Lamentation de Bilbao, la Deipara Virgo d'Anvers et une Vierge à l'Enfant de New York).
La composition du panneau peut se diviser en deux plans distincts : la scène principale et l'arrière-plan.
L'arrière-plan se compose d'un paysage peint avec une chromatique traditionnelle. La scène principale, quant à elle, est rythmée par trois protagonistes qui prolongent l'échelle : la Vierge, le Christ et Joseph d'Arimathie. Saint Jean et Nicodème se situent respectivement à gauche et à droite du panneau, à la même hauteur que la Vierge.
Différents aspects stylistiques confortent l'appartenance du panneau au peintre de Lombardie : la longueur des doigts de la Vierge, le corps du Christ, le visage buriné de Joseph d'Arimathie et de Nicodème et les plis du vêtement de Nicodème. Le style du ciel, qui se rapproche de ce que David à l'habitude de faire, se retrouve également dans la Pénitence de saint Jérôme (conservé à Philadelphie), œuvre de Benson.
La mise en évidence de l'épaule droite de Jésus, située au centre du panneau, se retrouve aussi dans le Triptyque de la Coste Adornes.

### Thème
Le thème iconographique de la Descente de croix concernant Jésus après la Crucifixion est très populaire. On le trouve ainsi à travers de nombreux tableaux. Il ne faut pas confondre cette Descente avec la Déposition, qui représente souvent les mêmes personnages et le même décors mais à une étape se produisant après la Descente, dans la représentation du corps du Christ après la Descente. Mais souvent, et pouvant porter à confusion, le terme Descente de croix trouve son équivalent dans celui de Dépôt.

### Support
Le support est composé d'une seule planche de bois de qualité très médiocre, avec quatre nœuds à différents endroits de la peinture : au niveau des genoux de la Vierge, du visage de la Vierge, des genoux du Christ et au niveau du bord supérieur gauche, près de l'échelle. Ce panneau en bois a beaucoup travaillé dans le temps et des déformations sont visibles, notamment près des trois nœuds centraux (ceux de la Vierge et du Christ).
En février 2006, par une radiographie réalisée par Frédéric Snaps pour le Centre d'Archéométrie de l'université de Liège, une multitude de galeries d'insectes xylophages mastiquées est découverte. En plus de la qualité médiocre du panneau de bois, ce dernier a été remanié à plusieurs reprises dont une recoupe des coins supérieurs. De ce remaniement, qui a probablement eu lieu à la suite de la mauvaise conservation du tableau, une languette de bois a été placée sur les bords coupés pour obtenir un aspect rectiligne.

### Restaurations
Du fait de la qualité du bois, assez médiocre, plusieurs retouches ont été réalisées, notamment sur les visages et habits des différents protagonistes : la porte de la ville, l'échelle, le buste et la tête de saint Jean, le ciel, le manteau de la Vierge et le visage du Christ.
Les différentes peintures tentent à confirmer ces différentes restaurations. Les pigments originaux, que sont le blanc de plomb, le vermillon ou encore le jaune de plomb-étain, sont présents sur les pieds du Christ et l'habit de Nicodème, parties du tableau les moins restaurées, tandis que des pigments de blanc de plomb avec de la baryte, de blanc de zinc et de blanc de titane paraissent plus récents. Ces analyses ont été effectuées au X-ray fluorescence (XRF). Ces trois restaurations dateraient respectivement de la fin du XIXe  ou du début du  XXe siècle, d'avant 1949 et de 1995 (pour l'exposition à Liège). Les problèmes de ces trois restaurations sont le manque de sérieux et l'irrespect des techniques picturales du XVIe siècle,.

### Signature
Le millésime 1528 est présent au centre du bord inférieur du tableau ; une analyse au XRF a permis de certifier l'authenticité de la date, bien qu'ayant subie une restauration mineure.

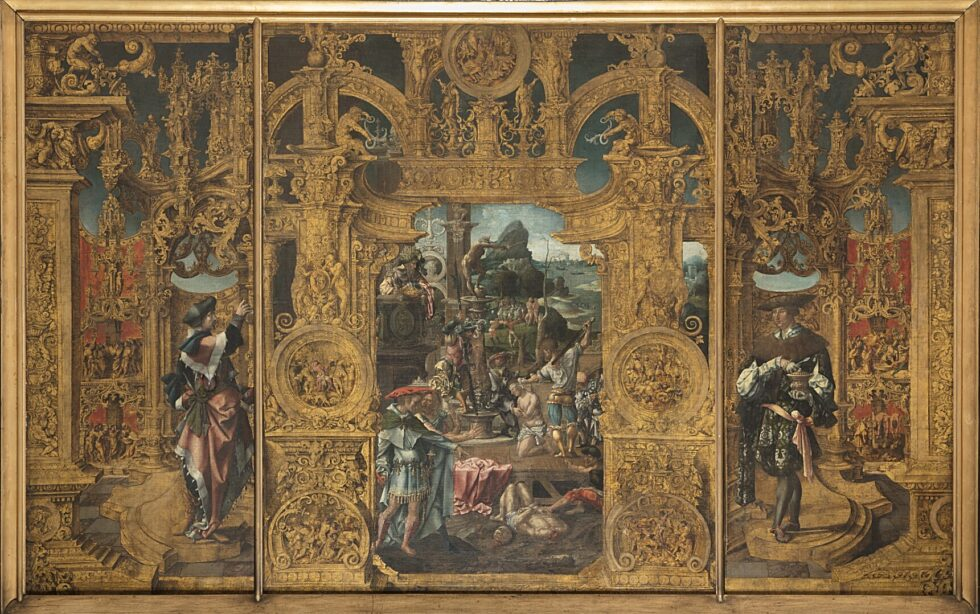
Triptyque des saints Côme et Damien, Lancelot Blondeel.

Cette graphie paraissant inaperçue confirme la période à laquelle le panneau a été peint. En effet, contemporain à l'œuvre et présent dans la même ville, Bruges, Lancelot Blondeel signait également ses tableaux d'une graphie très minimaliste et peu perceptible, notamment dans son Triptyque des saints Côme et Damien. Le fils d'Ambrosius Benson, Guillaume, graphiait ses tableaux GB de la même manière que son père graphiait ses tableaux AB, tout aussi peu perceptible comme dans la Nativité, conservé à Hampton Court. Ce phénomène se retrouve logiquement dans d'autres œuvres peintes par Ambrosius.

## Conservation
Le tableau a été conservé et exposé à de nombreuses reprises dans divers endroits après la Seconde Guerre mondiale :
Du 18 juin 1949 au 21 août 1949, il est exposé à l'exposition consacrée à l'œuvre de Gérard David au musée de Groningue (Groeningemuseum) puis, la même année, il est exposé pour la même exposition dans une autre ville, du 21 octobre au 30 novembre. C'est lors de l'exposition Charles V et son temps, organisée d'avril à juin 1955 au musée des Beaux-Arts de Gand, que le tableau de Benson est exposé pour la première fois en Belgique (dans l'histoire contemporaine). Il sera exposé ensuite à Liège, pour l'exposition des Trésors d'Art religieux des musées liégeois, dans la salle Saint-Georges Liège, de septembre à la mi-octobre 1996. Il quitte ensuite le territoire belge pour l'exposition Brou, le chef-d'œuvre d'une fille d'empereur, tenue au monastère royal de Brou, pendant l'été 2006, avant de revenir à Liège et d'y rester, au Grand Curtius.

## Influences

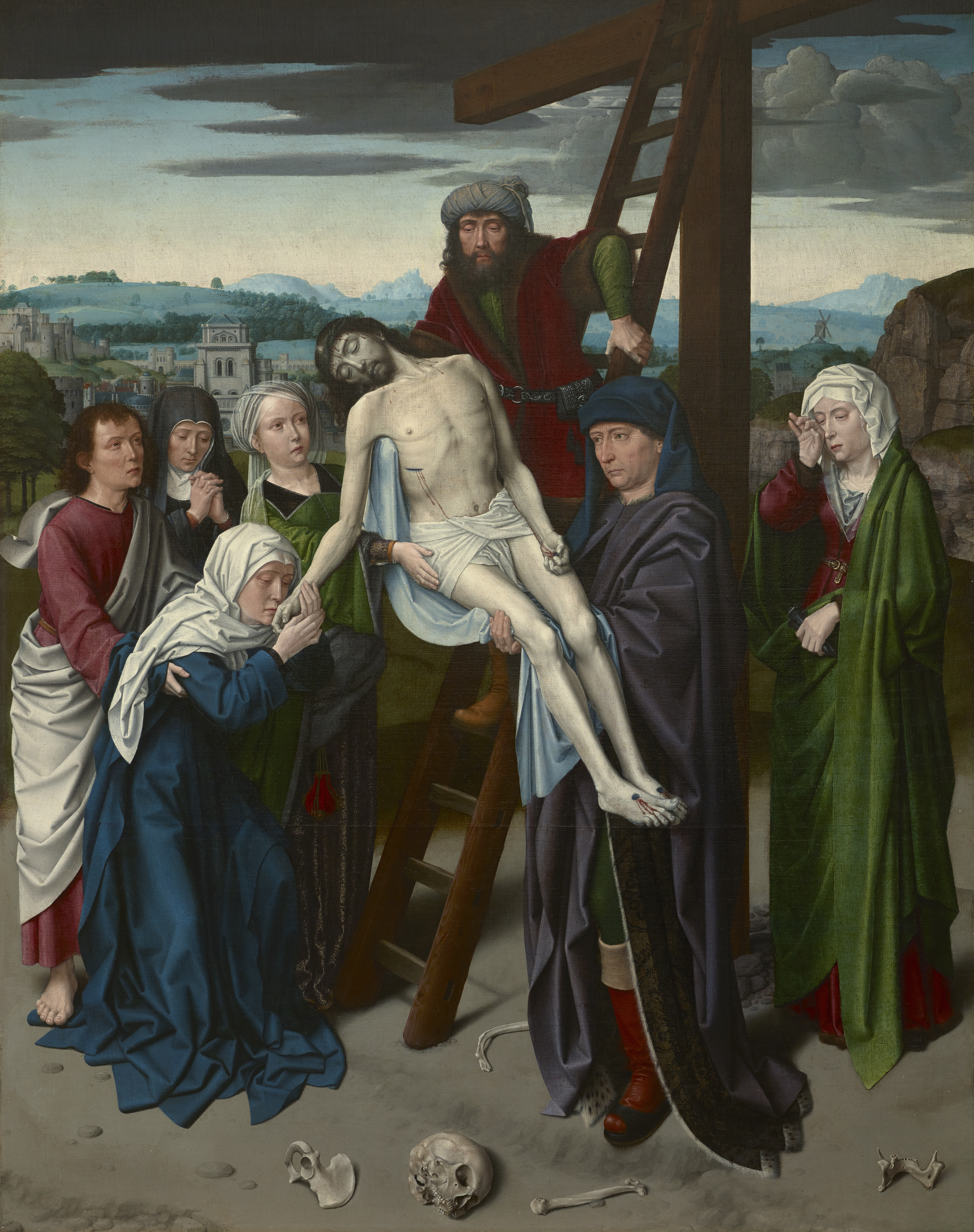
Peinture ayant inspiré Benson.

Gérard David peint une huile sur toile, actuellement conservée à la Frick Collection de New York, représentant La Descente de croix (ou Déposition). Cette œuvre connait rapidement un succès dans les anciens Pays-Bas avec des reproductions tant des membres de son atelier que par ses suiveurs. Sur les dix versions connues du tableau de David, on retrouve celle de Benson.
Le ciel, dont les démarcations sont très perceptibles, est directement influencé par ce que David à l'habitude de faire.
Sur le peu d'œuvres datées lui étant attribuées, cette reproduction de David constitue un témoin majeur des pratiques artistiques brugeoises au XVIe siècle,,.

### Influences de David
David lui-même s'est inspiré de tableaux différents pour son panneau original, conservé actuellement à la Frick Collection de New York.
Pour ce qui est de la représentation de saint Jean soutenant la Vierge embrassant la main du Christ et du paysage, David s'est librement inspiré du triptyque de la Descente de croix de Dirk Bouts tandis que le reste de la scène principale fut inspiré d'un tableau, aujourd'hui perdu, du Maître de Flémalle.

### Tableaux influencés par David
Le tableau de Benson est une reproduction de l'œuvre de David mais ce n'est pas le seul artiste à s'en être inspiré. Ainsi, une dizaine d'œuvres se rapprochent de l'œuvre de David et, par conséquent, de celle de Benson :
- La Descente de croix, Adrien Isenbrant, John and Mable Ringling Museum of Art de Sarasota[17].
- La Descente de croix, atelier de Gérard David, anciennement au P. T. Grange de Londres[18].
- La Descente de croix, Adrien Isenbrant, anciennement à la collection Lange de Berlin[18].
- La Descente de croix, suiveur de David ou d'Isenbrant, cathédrale Saint-Sauveur de Saragosse[18].
- La Descente de croix, atelier de Gérard David, British Museum de Londres[19].
- La Descente de croix, atelier de Gérard David, Galerie des Offices de Florence[20].
- La Descente de croix, inspiration de Gérard David (Benson ?), New York (privé)[20].
- La Descente de croix, Adrien Isenbrant, anciennement à la collection praguoise de Gustav Hoschek à Prague (privé)[21].
- Triptyque de la Crucifixion, Ambrosius Benson, New York (privé)[22].
- Triptyque de la Descente de croix, Ambrosius Benson, Trésor de la cathédrale Sainte-Marie d'Astorga[23].